# Ipi (vezír)
Ipi ókori egyiptomi vezír volt, aki a középbirodalom elején. Egyetlen biztos említése sírjában, a thébai TT315 (MMA 516) sírban található. A befejezetlen sír Dejr el-Bahari sziklái közt található, II. Montuhotep halotti templomára néz, nagy előudvarral rendelkezik, homlokzatát a sziklába vájták; innen vezet folyosó a kápolnába, ahonnan újabb folyosó vezet a sírkamrába. A folyosót és a kápolnát nem díszítették, csak a sírkamra rendelkezik festett díszítéssel, a falakon vallási szövegek, valamint Ipi neve és címei olvashatóak. A szarkofágot a padlóba süllyesztették.
Ipi sírjának előudvarában található egy szolga, Meszeh sírja, itt találták meg a Hekanaht-papiruszokat. Hekanaht Ipi halotti kultuszának papja volt, akinek fennmaradt családjával folytatott levelezése. Az előudvarból nyíló másik kamrából körülbelül hatvan, nátronnal és vásznakkal teli edény, valamint egy balzsamozóasztal került elő, itt balzsamozhatták Ipi múmiáját.
Kérdéses, mikor élt Ipi, de valószínűleg a XII. dinasztia uralmának elején. A sírt építészettörténeti alapon datálták I. Amenemhat idejére, arra az időre, amikor az uralkodó még Thébában élt.

## Fordítás
- Ez a szócikk részben vagy egészben  az   Ipi (vizier) című angol Wikipédia-szócikk ezen változatának fordításán alapul.  Az eredeti cikk szerkesztőit annak laptörténete sorolja fel. Ez a jelzés csupán a megfogalmazás eredetét és a szerzői jogokat jelzi, nem szolgál a cikkben szereplő információk forrásmegjelöléseként.